# Andrei Lupas
Andrei N. Lupas (* 6. September 1963 in Bukarest) ist ein deutsch-rumänischer Biochemiker, Molekularbiologe und Bioinformatiker.

## Leben
Lupas studierte von 1982 bis 1985 Biologie an der Technischen Universität München und promovierte 1991 an der Princeton University in Molekularbiologie. Danach kehrte er als PostDoc nach München zurück, erst an das Gene Center Munich und daraufhin an das Max-Planck-Institut für Biochemie. Von 1997 bis 2001 war er als Senior Computational Biologist und Assistant Director of Bioinformatics bei SmithKline Beecham Pharmaceuticals tätig. Seit 2001 ist er Direktor am Max-Planck-Institut für Biologie Tübingen und leitet die Arbeitsgruppe „Protein Evolution“.

## Forschung
Lupas Forschung ist größtenteils bioinformatisch in Kombination mit experimenteller Strukturbiologie. Seine früheren Forschungen beschäftigten sich insbesondere mit der Voraussage von Coiled-Coil-Strukturelementen und der von Proteinen, aber auch mit Berechnungen von Strukturhomologien. Weitere Schwerpunkte seiner Forschung sind die Entstehung frühster Peptide und ihrer Evolution zu heutigen Domänen und schlussendlich zu Proteinen. Darüber hinaus war seine Arbeitsgruppe mitbeteiligt an der Entwicklung des MPI Bioinformatics Toolkit. Seine Forschungen wurden unter anderem von der Deutschen Forschungsgemeinschaft, der Volkswagenstiftung, dem Wellcome Trust und dem Howard Hughes Medical Institute gefördert.
Lupas war einer der Richter beim CASP14, in dem AlphaFold gewann.